# Équipe d'Espagne masculine de cyclisme sur route
L'équipe d'Espagne de cyclisme est la sélection de cyclistes espagnols, réunis lors de compétitions internationales (les championnats d'Europe, du monde et les Jeux olympiques notamment) sous l'égide de la Fédération royale espagnole de cyclisme.

## Palmarès

### Jeux olympiques

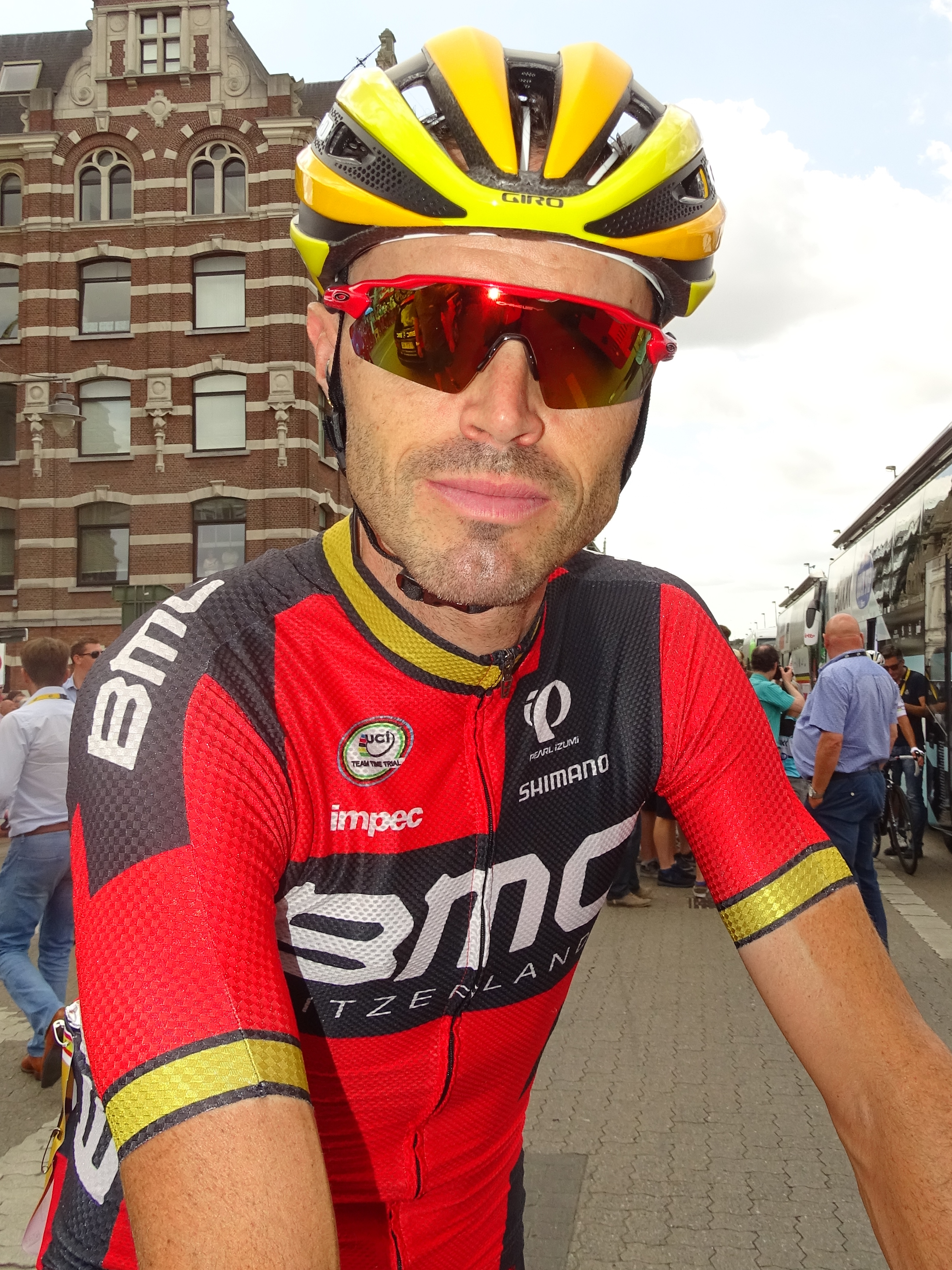
Samuel Sánchez, champion olympique 2008, lors du départ de la 3e étape du Tour de France 2015 à Anvers, avec les liserets dorées symbolisant son titre olympique.

#### Course en ligne masculine
L'épreuve de course en ligne masculine est introduite aux Jeux olympiques en 1896 puis de nouveau depuis 1912.
| Médaille d'or           | Médaille d'argent | Médaille de bronze |
| ----------------------- | ----------------- | ------------------ |
| - 2008 : Samuel Sanchez |                   |                    |

#### Contre-la-montre individuel masculin
L'épreuve de contre-la-montre individuel est organisée aux Jeux olympiques depuis 1996.
| Médaille d'or            | Médaille d'argent      | Médaille de bronze |
| ------------------------ | ---------------------- | ------------------ |
| - 1996 : Miguel Indurain | - 1996 : Abraham Olano |                    |

### Championnats du monde de cyclisme sur route

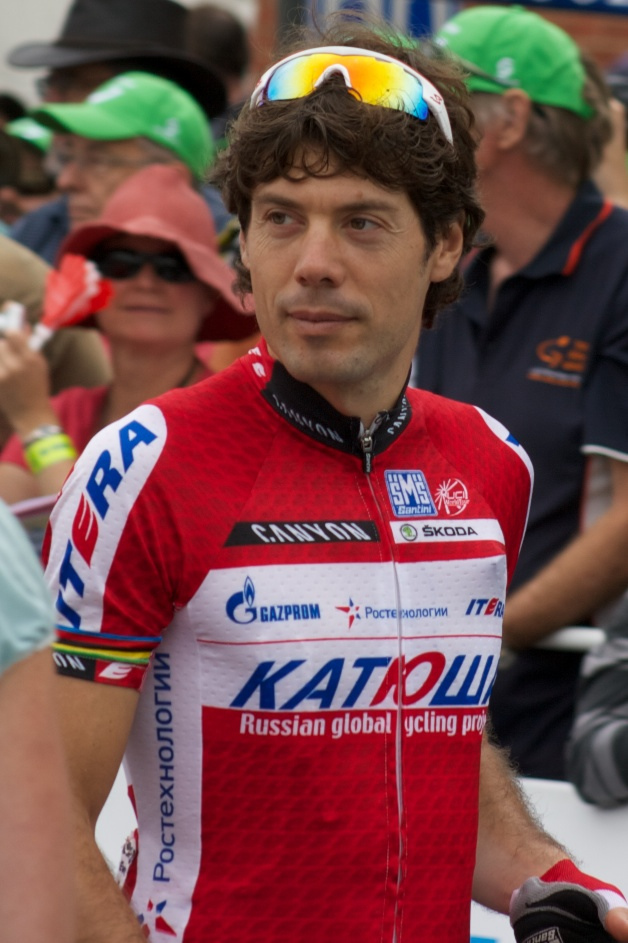
Óscar Freire, triple champion du monde, lors du Tour Down Under 2012 avec les liserets arc-en-ciel.

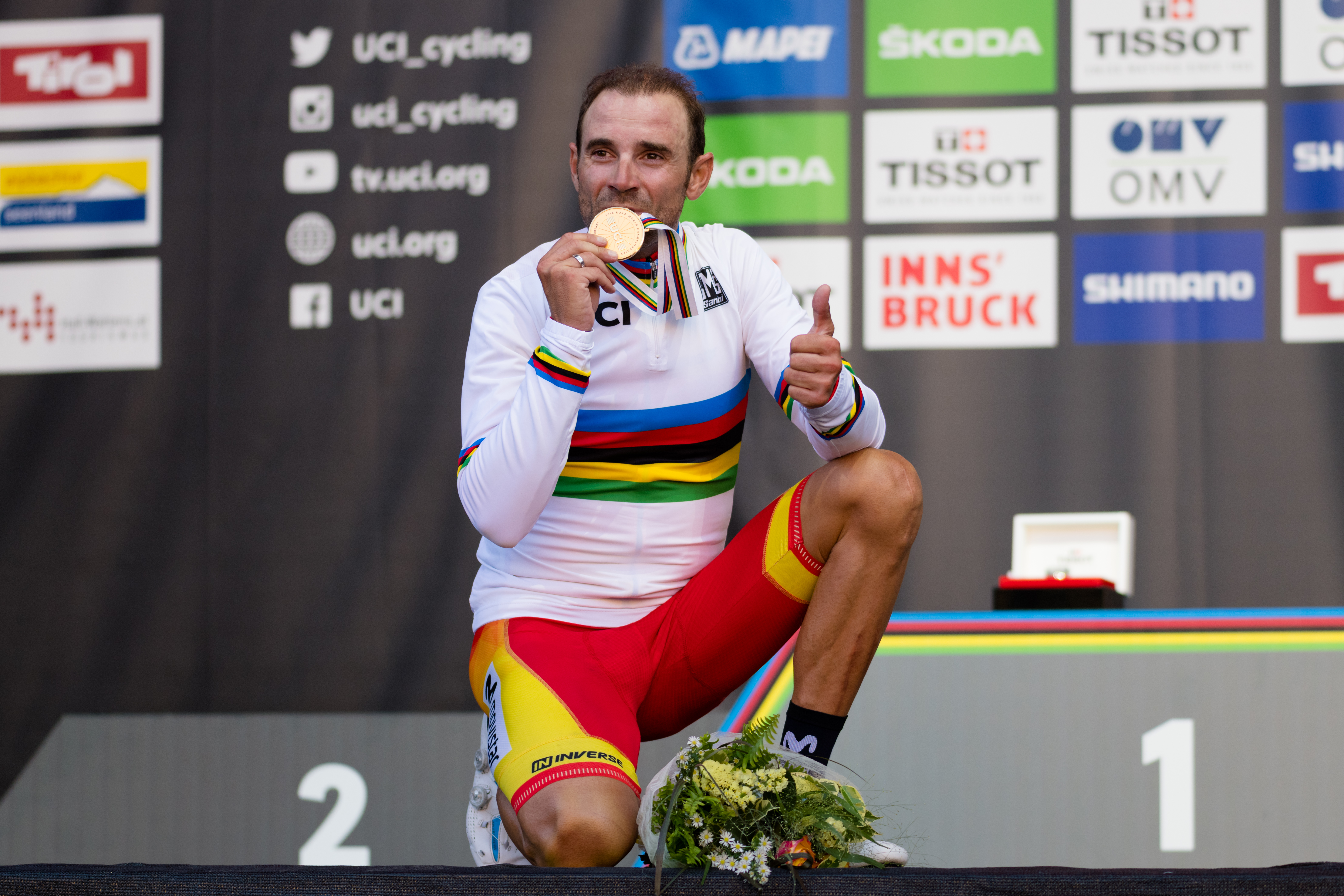
Alejandro Valverde, champion du monde en 2018, après être monté six fois sur le podium de 2003 à 2014.

#### Course en ligne
Le championnat du monde de course en ligne masculin est organisé depuis 1927, avec pour seule interruption, de 1939 à 1945, la Seconde Guerre mondiale.
| Médaille d'or | Médaille d'argent | Médaille de bronze |
| --- | --- | --- |
| - 1995 : Abraham Olano - 1999 : Óscar Freire - 2001 : Óscar Freire (2) - 2003 : Igor Astarloa - 2004 : Óscar Freire (3) - 2018 : Alejandro Valverde | - 1993 : Miguel Indurain - 1995 : Miguel Indurain - 2003 : Alejandro Valverde - 2005 : Alejandro Valverde - 2013 : Joaquim Rodríguez | - 1967 : Ramón Sáez - 1973 : Luis Ocaña - 1980 : Juan Fernández Martín - 1987 : Juan Fernández Martín - 1988 : Juan Fernández Martín - 1991 : Miguel Indurain - 2000 : Óscar Freire - 2006 : Alejandro Valverde - 2009 : Joaquim Rodríguez - 2012 : Alejandro Valverde - 2013 : Alejandro Valverde - 2014 : Alejandro Valverde |

#### Contre-la-montre individuel
Le championnat du monde de contre-la-montre individuel masculin est organisé depuis 1994.
| Médaille d'or                                   | Médaille d'argent                                                          | Médaille de bronze                                               |
| ----------------------------------------------- | -------------------------------------------------------------------------- | ---------------------------------------------------------------- |
| - 1995 : Miguel Indurain - 1998 : Abraham Olano | - 1995 : Abraham Olano - 1998 : Melchor Mauri - 2005 : José Iván Gutiérrez | - 2002 : Igor González de Galdeano - 2016 : Jonathan Castroviejo |

#### Contre-la-montre par équipes nationales
Le championnat du monde de contre-la-montre par équipes nationales est organisé à partir de 1962. À partir de 1972, il n'est plus organisé les années olympiques. Sa dernière édition par équipes nationales a lieu en 1994, année de la création du championnat du monde du contre-la-montre individuel.
- 1964 :  Médaille d'argent avec Juan García Such, José Ramón Goyeneche, Ramon Sáez Marzo et Luis Pedro Santamarina
- 1965 :  Médaille d'argent avec Ventura Díaz Arrey, José Manuel López Rodríguez, José Manuel Lasa et Domingo Perurena

### Championnats d'Europe de cyclisme sur route

#### Course en ligne
Le championnat d'Europe de course en ligne masculin est organisé depuis 2016.
| Médaille d'or | Médaille d'argent | Médaille de bronze     |
| ------------- | ----------------- | ---------------------- |
|               |                   | - 2016 : Daniel Moreno |

#### Contre-la-montre individuel
Le championnat d'Europe de contre-la-montre individuel masculin est organisé depuis 2016.
| Médaille d'or                 | Médaille d'argent             | Médaille de bronze |
| ----------------------------- | ----------------------------- | ------------------ |
| - 2016 : Jonathan Castroviejo | - 2018 : Jonathan Castroviejo |                    |

## Sélectionneurs
- 2009-2013 : José Luis de Santos
- 2013-2018 : Javier Minguez
- 2019-2024 : Pascual Momparler
- 2025- : Alejandro Valverde